# Ibăr (vattendrag)
Ibăr (bulgariska: Ибър) är ett vattendrag i Bulgarien.   Det ligger i regionen Sofijska oblast, i den västra delen av landet, 60 km sydost om huvudstaden Sofia.